# Сухая Рыбница
Сухая Рыбница — село в Рыбницком районе непризнанной Приднестровской Молдавской Республики. Вместе с пристанционным посёлком Колбасна и селом Колбасна входит в состав Колбаснянского сельсовета.